# Pinheiro Preto
Pinheiro Preto is een gemeente in de Braziliaanse deelstaat Santa Catarina. De gemeente telt 3.048 inwoners (schatting 2009).

## Aangrenzende gemeenten
De gemeente grenst aan Ibicaré, Iomerê, Tangará en Videira.